# ديناميكا حرارية احتمالية
الديناميكا الحرارية الاحتمالية مجال صاعد في أبحاث الميكانيكا الإحصائية يستخدم متغيرات احتمالية لدراسة ديناميكا اللاتوازن الموجودة في الأنظمة الصغرية (الميكروية) كالجسيمات المتصادمة، والبوليمرات الحيوية (كالحمض النووي الريبوزي منقوص الأكسجين (الدنا) والحمض النووي الريبوزي (الرنا) والبروتينات)، والإنزيمات، والمحركات الجزيئية، والعديد من الأنواع الأخرى من الأنظمة.

## لمحة عامة
عندما تؤدي آلة صغرية (مثلًا نظام ميكروكهرميكانيكي) عملًا (شغلًا) مفيدًا تولد حرارة وإنتروبيا كنواتج ثانوية للعملية، ولكن يُتنبأ أيضًا بأن هذه الآلة ستعمل «بالعكس» أو «إلى الخلف» لفترات زمنية قصيرة ملحوظة. ذلك يعني أن الطاقة الحرارية من الوسط المحيط ستتحول إلى عمل مفيد. للمحركات الأكبر، يوصف هذا بأنه انتهاك للقانون الثاني في الديناميكا الحرارية، إذ تُستهلك الإنتروبيا بدل أن تولد: تنص مفارقة لوشميدت على أنه في نظام عكوس زمنيًّا، يوجد لكل مسار مسار مضاد معاكس زمنيًّا. بما أن إنتاج الإنتروبيا لمسار والمسار المضاد المساوي له متطابقان في الشدة ولكن بإشارتين مختلفتين، لذا فحسب الحجة، لا يمكن إثبات أن إنتاج الإنتروبيا موجب.
لم تكن النتائج الدقيقة في الديناميكا الحرارية ممكنة لوقت طويل إلا في الأنظمة الخطية القادرة على الوصول إلى حالة التوازن، ما يترك أسئلة أخرى كمتناقضة لوشميدت دون حل. خلال العقود القليلة الأخيرة كشفت طرق جديدة عن قوانين عامة قابلة للتطبيق على الأنظمة في غير حالة التوازن، وهذه القوانين موصوفة بواسطة معادلات غير خطية، ما دفع بحدود مجال نصوص الديناميكا الحرارية إلى ما وراء الحلول التقليدية الخطية. هذه النتائج الدقيقة مهمة بشكل خاص في الأنظمة الصغيرة حيث تحدث تذبذبات ملحوظة (غير غاوسية عادةً). بفضل الترموديناميك الاحتمالي من الممكن الآن التنبؤ بدقة بتوابع توزع القيم الترموديناميكية التي تتعلق بالحرارة المتبادلة أو العمل المطبق أو إنتاج الإنتروبيا لهذه الأنظمة.

### مبرهنة التذبذبات
يدعى الحل الرياضي لمتناقضة لوشميدت مبرهنة التذبذبات (بالحالة المستقرة)، وهي تعميم للقانون الثاني في الديناميكا الحرارية. تظهر مبرهنة التذبذبات أنه مع توسع النظام أو إطالة مدة المسار تصبح المسارات التي تستهلك الإنتروبيا أقل احتمالًا، ويسترجع السلوك الطبيعي المتوقع حسب القانون الثاني. أول من وضع مبرهنة التذبذبات إيفانز وزملاؤه (1993) وكثير من العمل الذي جرى في تطوير وتوسعة المبرهنة حققه الرياضيون والمنظرون المهتمون بميكانيكا الإحصاء اللاتوازنية.
أول ملاحظة ودليل تجريبي على مبرهنة إيفان للتذبذبات كان على يد وانغ وزملائه (2002).

### مساواة جارزينسكي
تذكر مراجعة جديدة أن جارزينسكي «برهن على علاقة مهمة تسمح بالتعبير عن فرق الطاقة الحرة بين نظامين توازنيين بمتوسط غير خطي للعمل المطلوب لقيادة النظام إلى عملية حالة لاتوازنية من حالة إلى أخرى. بمقارنة توزعات الاحتمالات للعمل المصروف في العملية الأصلية مع العملية المعكوسة زمنيًّا، وجد كروكس «تحسينًا» لعلاقة جارزينسكي، وهو يدعى الآن مبرهنة كروكس للتذبذات. كل من (هذه العلاقة وتحسين آخر لعلاقة جارزينسكي) و(علاقة همر-سزابو) أصبحت مفيدةً بشكل خاص في تحديد فروق الطاقة الحرة ونطاقات الجزيئات الحيوية. هذه العلاقات هي الأهم من حيث النتائج الدقيقة بين العلاقات (التي وجد بعضها في وقت سابق وأعيد اكتشافها بعدها) الصالحة للأنظمة اللاتوازنية المقادة بقوى معتمدة على الزمن. علاقة هاتانو ساسا قريبة من علاقة جارزينسكي وهي تضع علاقة بين حالات التوازن المختلفة، ويمكن تطبيقها على الانتقالات بين حالتين مستقرتين لاتوازنيتين مختلفتين».